# Lukas Windfeder
Lukas Windfeder (* 11. Mai 1995 in Duisburg) ist ein deutscher Hockeyspieler. Er wurde 2015 und 2021 Europameisterschaftszweiter, 2023 wurde er Weltmeister, 2024 Olympiazweiter und 2025 bei der Heim-EM in Mönchengladbach Europameister.

## Sportliche Karriere
Lukas Windfeder spielt als Verteidiger bei Uhlenhorst Mülheim, 2018 und 2019 war das Team Deutscher Feldhockeymeister, 2014 und 2016 gewann Mülheim den Titel in der Halle.
Von 2010 bis 2016 nahm er an 86 Länderspielen in den verschiedenen Altersklassen im Junioren-Bereich teil. Seine größten Erfolge waren der erste Platz bei der Juniorenweltmeisterschaft 2013 und der dritte Platz bei der Juniorenweltmeisterschaft 2016. Bei Junioreneuropameisterschaften war Windfeder 2012 Dritter sowie 2013 und 2014 Zweiter.
2013 debütierte er in der Nationalmannschaft. 2015 bei der Europameisterschaft in London gewannen die deutschen Herren ihre Vorrundengruppe. Im Halbfinale gegen das englische Team gewannen die Deutschen mit 3:2 nach Verlängerung. Das Finale verloren sie gegen die Niederländer mit 1:6. Zwei Jahre später bei der Europameisterschaft in Amstelveen gewannen die Deutschen erneut ihre Vorrundengruppe. Nach der Halbfinalniederlage gegen die Belgier im Penaltyschießen verloren die Deutschen auch das Spiel um Bronze gegen die Engländer. Lukas Windfeder war mit fünf Treffern, alle aus Strafecken, bester deutscher Torschütze des Turniers.
2018 erreichte Windfeder mit der deutschen Nationalmannschaft den fünften Platz bei der Weltmeisterschaft in Bhubaneswar, nachdem das Team im Viertelfinale gegen die Belgier verloren hatte. Bei der Europameisterschaft 2019 in Antwerpen belegten die Deutschen in der Vorrunde den zweiten Platz hinter den Niederländern. Im Halbfinale unterlagen sie den Belgiern mit 2:4 und im Spiel um den dritten Platz verloren die Deutschen gegen die Niederlande mit 0:4. 2021 bei der Europameisterschaft in Amstelveen erreichte die deutsche Mannschaft durch einen 3:2-Halbfinalsieg über England nach sechs Jahren wieder das Finale, dort unterlag die Mannschaft den Niederländern im Shootout. Bei den Olympischen Spielen in Tokio belegten die Deutschen den zweiten Platz in ihrer Vorrundengruppe. Nach ihrer Halbfinalniederlage gegen die Australier verloren die Deutschen das Spiel um den dritten Platz mit 4:5 gegen die indische Mannschaft. Bei der Weltmeisterschaft 2023 in Bhubaneswar wirkte Windfeder in allen sieben Spielen mit, so auch im Finale gegen Belgien. Deutschland wurde im Shootout Weltmeister. Bei den Olympischen Spielen 2024 in Paris gewann die deutsche Mannschaft ihre Vorrundengruppe vor den Niederländern, die im direkten Vergleich mit 1:0 bezwungen wurden. Mit einem 3:2 gegen die Argentinier und einem 3:2 im Halbfinale gegen die Inder erreichten die Deutschen das Finale gegen die Niederländer. Nach der regulären Spielzeit stand es 1:1 und dann unterlagen die Deutschen im Shootout. Sie gewannen damit die Silbermedaille und wurden am 4. November 2024 vom Bundespräsidenten mit dem Silbernen Lorbeerblatt ausgezeichnet.
Insgesamt bestritt Windfeder bislang 163 Länderspiele. (Stand 16. August 2024) 
Windfeder studierte von 2014 bis 2019 Rechtswissenschaften an der Heinrich-Heine-Universität Düsseldorf. Seit Oktober 2021 absolviert er den juristischen Vorbereitungsdienst im Oberlandesgerichtsbezirk Hamm.